# Rudniki (rejon maniewicki)
Rudniki (ukr. Рудники) – wieś na Ukrainie, w obwodzie wołyńskim w rejonie maniewickim. Liczy 1456 mieszkańców.